# Plandome Heights
Plandome Heights es una villa ubicada en el condado de Nassau en el estado estadounidense de Nueva York. En el año 2000 tenía una población de 971 habitantes y una densidad poblacional de 2.065,9 personas por km². Plandome Heights se encuentra dentro del pueblo de North Hempstead.

## Geografía
Plandome Heights se encuentra ubicada en las coordenadas 40°48′5″N 73°42′17″O / 40.80139, -73.70472. Según la Oficina del Censo, la ciudad tiene un área total de 0,5 km² (0,2 mi²), de la cual 0,5 km² (0,2 mi²) es tierra y 0 km² (0 mi²) (0%) es agua.

## Demografía
Según la Oficina del Censo en 2000 los ingresos medios por hogar en la localidad eran de $123,199, y los ingresos medios por familia eran $142,088. Los hombres tenían unos ingresos medios de $100,000 frente a los $46,000 para las mujeres. La renta per cápita para la localidad era de $57,050. Alrededor del 1.5% de la población estaban por debajo del umbral de pobreza.